# Фонтана ди Поло (Терни)
Фонтана ди Поло је насеље у Италији у округу Терни, региону Умбрија.
Према процени из 2011. у насељу је живело 43 становника. Насеље се налази на надморској висини од 131 м.